# William J. Warren
Pour les articles homonymes, voir William Warren et Warren.
William J. Warren (né en 1939) est un avocat, avocat et administrateur sportif canadien. Il est président du Comité olympique canadien de 1961 à 1968.
Warren est aussi chancelier de l'université de Calgary en Alberta de 2002 à 2006. Il est nommé au barreau de l'Alberta en 1963 et nommé au conseiller de la reine en 1984. Président de la Calgary Olympic Development Association pour l'organisation des Jeux olympiques d'hiver de 1988 de Calgary, il est fait membre de l'Ordre du Canada en 2003.